# UTC−02:00
UTC−02:00 est un fuseau horaire, en retard de deux heures sur UTC.

## Zones concernées

### Toute l'année
UTC-2 est utilisé toute l'année dans les pays et territoires suivants :
- Brésil :  Pernambouc (Fernando de Noronha) ;
- Royaume-Uni :  Géorgie du Sud-et-les îles Sandwich du Sud.

### Heure d'hiver (hémisphère nord)
Aucune zone n'utilise UTC-2 pendant l'heure d'hiver (dans l'hémisphère nord) et UTC-1 à l'heure d'été. 

### Heure d'hiver (hémisphère sud)
Aucune zone n'utilise UTC-2 pendant l'heure d'hiver (dans l'hémisphère sud) et UTC-1 à l'heure d'été. 

### Heure d'été (hémisphère nord)
Les zones suivantes utilisent UTC-2 pendant l'heure d'été (dans l'hémisphère nord) et UTC-3 à l'heure d'hiver :
- Danemark :  Groenland (Majeure partie de l'île, excepté les régions de Qaanaaq à l'ouest et d'Ittoqqortoormiit et de Danmarkshavn à l'est) ;
- France :  Saint-Pierre-et-Miquelon.

### Heure d'été (hémisphère sud)
Les zones suivantes utilisent UTC-2 pendant l'heure d'été (dans l'hémisphère sud) et UTC-3 à l'heure d'hiver :
- Brésil : 
  -  Santa Catarina ;
  -  Rio Grande do Sul.

### Résumé
Le tableau suivant résume la répartition du fuseau horaire :
| Utilisation                              | Superficie (km²) | Population (hab.) | Densité (hab./km²) | Pays/Territoires |
| ---------------------------------------- | ---------------- | ----------------- | ------------------ | ---------------- |
| UTC-2 toute l'année                      | 102 215          | 9 557 000         | 93                 | 2                |
| UTC-2 en hiver, UTC-1 en été (hém. Nord) | +000 0000,       | +00 000 0000,     | +00,               | +0,              |
| UTC-2 en hiver, UTC-1 en été (hém. Sud)  | 0                | 0                 | 0                  | 0                |
| UTC-3 en hiver, UTC-2 en été (hém. Nord) | +2 000 000,      | +0 00062 000,     | +00,               | +2,              |
| UTC-3 en hiver, UTC-2 en été (hém. Sud)  | 176 220          | 3 387 000         | 19                 | 1                |
| Total                                    | 2 278 000        | 13 006 000        | 6                  | 5                |

## Géographie
À l'origine, UTC-2 concerne une zone du globe comprise entre 37,5° W et 22,5° W. L'heure initialement utilisée correspond à l'heure solaire moyenne du 30e méridien ouest, référence supplantée par UTC à partir de 1972.